# Howald
Howald (en luxemburguès: Houwald) és una vila de la comuna de Hesperange del districte de Luxemburg al cantó de Luxemburg. Està a uns 3,2 km de distància de la Ciutat de Luxemburg.